# Lotus 33
El Lotus 33 fue un monoplaza de Fórmula 1 diseñado por Colin Chapman y Len Terry y construido por Team Lotus. Un desarrollo del exitoso Lotus 25, en manos de Jim Clark, ganó 5 Grandes Premios de la temporada 1965, ayudando al británico a ganar su segundo Campeonato Mundial.

## Historia

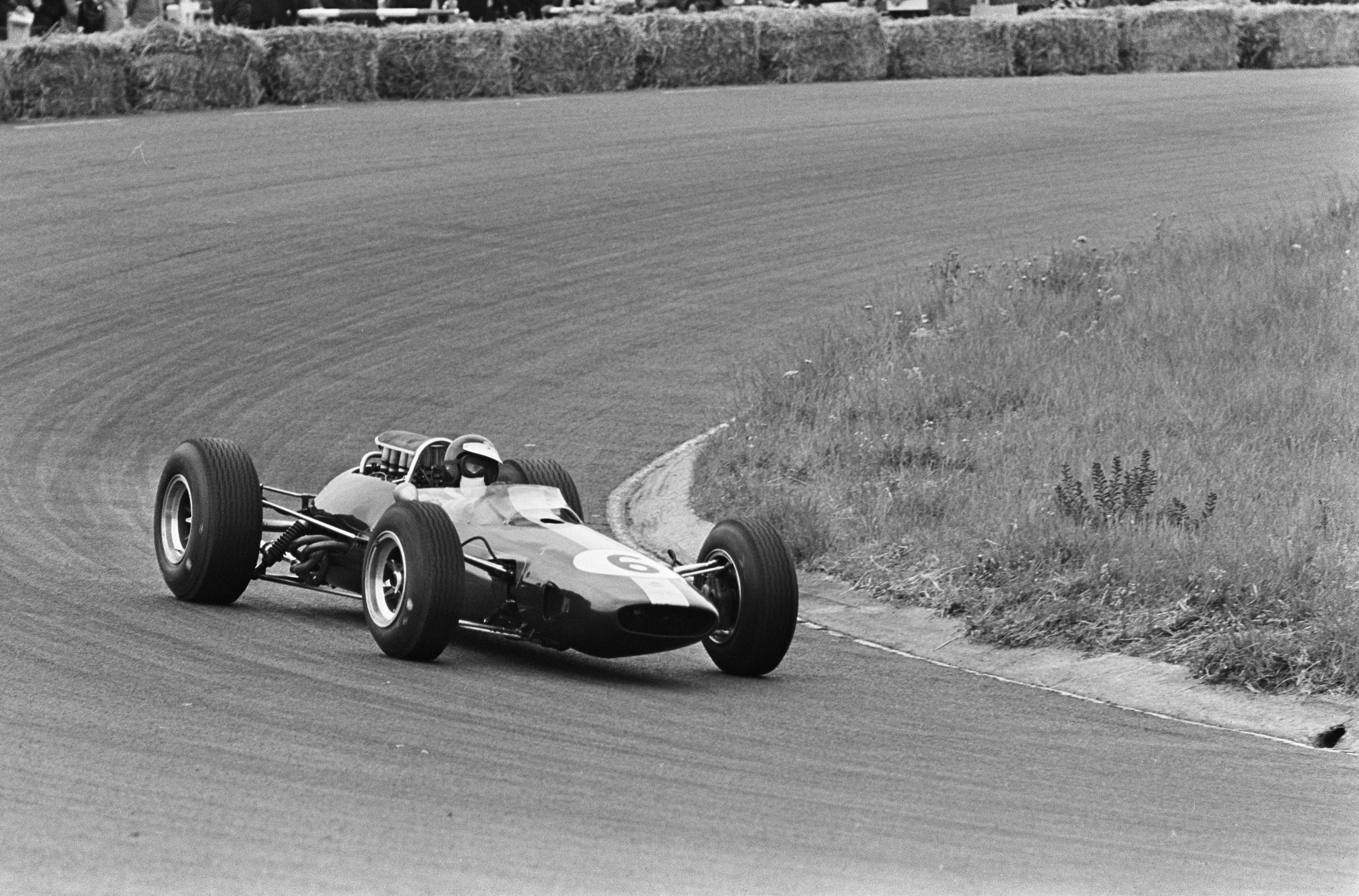
Jim Clark en el Gran Premio de los Países Bajos de 1965.

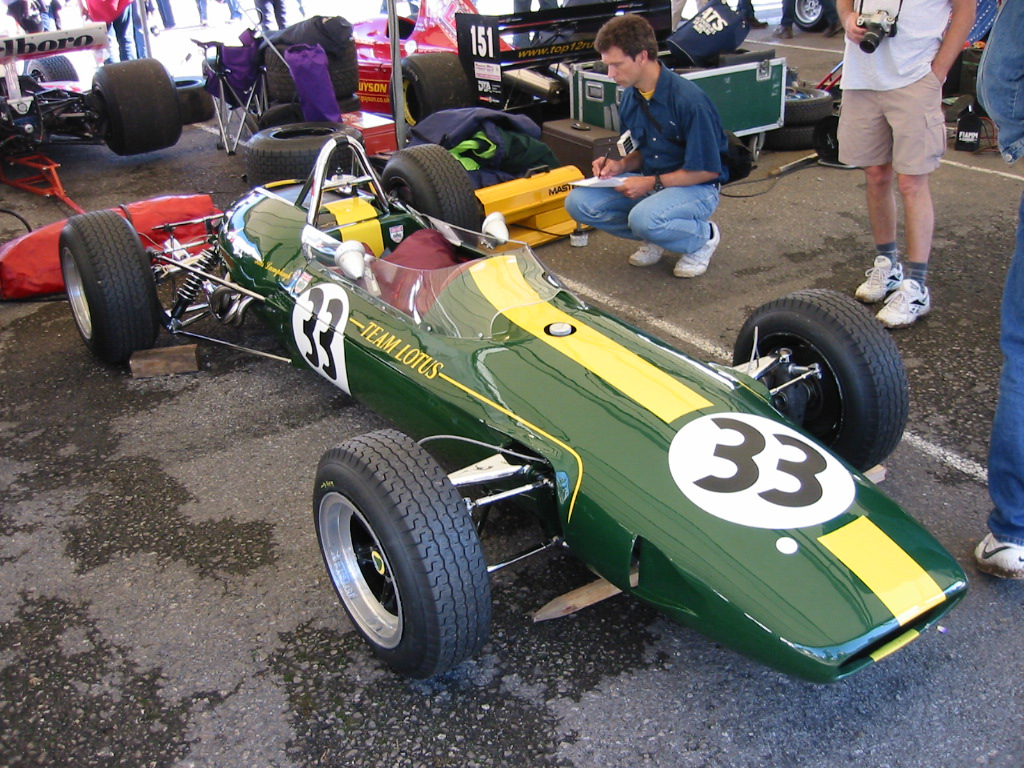
El Lotus 33 en exhibición.

Introducido para la temporada 1964, el 33 hizo su primera aparición en el Aintree 200. Jim Clark se clasificó cuarto, y estableció la vuelta más rápida antes de retirarse. El primer evento del Campeonato Mundial del coche fue el Gran Premio de Alemania. Sin embargo, tanto Clark como su compañero de equipo Mike Spence lucharon con el monoplaza y no fue hasta el año siguiente que salió bien. Clark ganó la primera carrera de 1965, el Gran Premio de Sudáfrica y obtuvo cuatro victorias más en el camino a su segundo Campeonato Mundial. El británico se perdió el Gran Premio de Mónaco (una carrera que nunca ganaría) para competir en las 500 Millas de Indianápolis, que ganó.
En 1965 se utilizó una versión de cuatro válvulas del motor Climax que tuvo un aumento en la potencia (aproximadamente 210 bhp (157 kW)-220 bhp (164 kW) en comparación con los Climax anteriores que daban unos 200 bhp). Sin embargo, el poder extra sacrificó la fiabilidad, y Clark se retiró de las últimas 3 carreras de la temporada, afortunadamente después de que había terminado el título. El 33 fue puesto en servicio con motores Climax V8 y BRM V8 de 2 litros para las primeras carreras de 1966, hasta que el Lotus 43 de 3 litros estuvo listo. En 1967, con el nuevo Lotus 49 todavía sufriendo problemas iniciales, los 33 se consideraron más adecuados para las curvas cerradas de Montecarlo. Clark estableció la vuelta más rápida, pero retiró su motor con motor Climax 33 mientras que Graham Hill condujo el coche con motor BRM al segundo lugar.
El 33 también fue campaña en 1965 por DW Racing Enterprises para Paul Hawkins, y en 1965 y 1966 por Reg Parnell Racing, sin embargo, su coche fue en realidad un 25 estrelló reconstruido como 33, con un motor BRM. La carrera final del Campeonato Mundial de los 33 fue el Gran Premio de Canadá de 1967, donde el corsario Mike Fisher finalizó en el 11º lugar. Fisher también calificó el coche para el Gran Premio de México, pero los problemas del motor le impidieron comenzar la carrera.
Los 33 también se encontraron con éxito fuera del Campeonato del Mundo con Jim Clark y Mike Spence ganando cada uno dos eventos fuera del Campeonato, y Clark ganando la Serie Tasman de 1967.

## Resultados

### Fórmula 1
(Clave) (negrita indica pole position) (cursiva indica vuelta rápida)

| Año  | Motor     | Neu. | Pilotos         | 1   | 2   | 3   | 4   | 5   | 6   | 7   | 8   | 9   | 10  | 11  | Puntos1  | Pos. |
| ---- | --------- | ---- | --------------- | --- | --- | --- | --- | --- | --- | --- | --- | --- | --- | --- | -------- | ---- |
| 1964 | Climax V8 | D    |                 | MON | NED | BEL | FRA | GBR | GER | AUT | ITA | USA | MEX |     | 37 (40)2 | 3º   |
| 1964 | Climax V8 | D    | Jim Clark       |     |     |     |     |     | Ret | Ret |     | 7   | 5   |     | 37 (40)2 | 3º   |
| 1964 | Climax V8 | D    | Mike Spence     |     |     |     |     |     | 8   | Ret | 6   | 7   |     |     | 37 (40)2 | 3º   |
| 1964 | Climax V8 | D    | Walt Hansgen    |     |     |     |     |     |     |     |     |     | 5   |     | 37 (40)2 | 3º   |
| 1964 | Climax V8 | D    | Moisés Solana   |     |     |     |     |     |     |     |     |     | 10  |     | 37 (40)2 | 3º   |
| 1965 | Climax V8 | D    |                 | RSA | MON | BEL | FRA | GBR | NED | GER | ITA | USA | MEX |     | 54 (58)2 | 1º   |
| 1965 | Climax V8 | D    | Jim Clark       | 1   |     | 1   |     | 1   | 1   | 1   | Ret | Ret | Ret |     | 54 (58)2 | 1º   |
| 1965 | Climax V8 | D    | Mike Spence     | 4   |     | 7   | 7   | 4   |     | Ret | Ret | Ret | 3   |     | 54 (58)2 | 1º   |
| 1965 | Climax V8 | D    | Paul Hawkins    |     | 10  | DNA |     | DNA |     | Ret |     |     |     |     | 54 (58)2 | 1º   |
| 1965 | BRM V8    | D    | Innes Ireland   |     |     |     |     |     |     |     | 9   | Ret | Ret |     | 2        | 8º   |
| 1965 | BRM V8    | D    | Bob Bondurant   |     |     |     |     |     |     |     |     |     | Ret |     | 2        | 8º   |
| 1966 | Climax V8 | D    |                 | MON | BEL | FRA | GBR | NED | GER | ITA | USA | MEX |     |     | 8        | 6º   |
| 1966 | Climax V8 | D    | Jim Clark       | Ret | Ret | DNS | 4   | 3   | Ret |     |     |     |     |     | 8        | 6º   |
| 1966 | Climax V8 | D    | Pedro Rodríguez |     |     | Ret |     |     |     |     |     | Ret |     |     | 8        | 6º   |
| 1966 | Climax V8 | D    | Geki            |     |     |     |     |     |     | 9   |     |     |     |     | 8        | 6º   |
| 1966 | Climax V8 | D    | Peter Arundell  |     |     |     |     |     |     |     | 6   |     |     |     | 8        | 6º   |
| 1966 | BRM V8    | D    | Peter Arundell  |     |     |     | Ret | Ret | 12  | 8   |     | 7   |     |     | 133      | 5º   |
| 1966 | BRM V8    | D    | Pedro Rodríguez |     |     |     |     |     |     |     | Ret |     |     |     | 133      | 5º   |
| 1966 | BRM V8    | D    | Mike Spence     | Ret |     |     | Ret | 5   | Ret | 5   |     |     |     |     | 133      | 5º   |
| 1967 | Climax V8 | D    |                 | RSA | MON | NED | BEL | FRA | GBR | GER | CAN | ITA | USA | MEX | 0        | —    |
| 1967 | Climax V8 | D    | Jim Clark       |     | Ret |     |     |     |     |     |     |     |     |     | 0        | —    |
| 1967 | BRM V8    | D    | Graham Hill     |     | 2   |     |     |     |     |     |     |     |     |     | 6        | 8º   |
| 1967 | BRM V8    | D    | Mike Fisher     |     |     |     |     |     |     |     | 11  |     |     | DNS | 6        | 8º   |

- 1 Los puntos se otorgaron en una base de 9-6-4-3-2-1 a los primeros seis finalistas en cada ronda, pero solo el mejor clasificado para cada marca fue elegible para ganar puntos. En 1964 y 1965, solo se conservaron los mejores seis resultados de la temporada, y solo los cinco mejores resultados para 1966. En 1967, se conservaron los cinco mejores resultados de las primeras seis rondas y los cuatro mejores resultados de las últimas cinco rondas.

- 2 Total de puntos anotados por todos los monoplazas Lotus-Climax, incluidas las variantes de Lotus 25.

- 3 Total de puntos anotados por todos los monoplazas Lotus-BRM, incluidas las variantes de Lotus 43.

- [1]